# Арапонга голошия
Арапонга голошия (Procnias nudicollis) — вид горобцеподібних птахів родини котингових (Cotingidae).

## Поширення
Вид поширений на півдні Бразилії, сході Парагваю та крайній півночі Аргентини. Населяє полог і узлісся субтропічних і низьких вологих тропічних лісів атлантичного лісу.